# Lioudmila Pavlitchenko
 (décembre 2021).
Si vous disposez d'ouvrages ou d'articles de référence ou si vous connaissez des sites web de qualité traitant du thème abordé ici, merci de compléter l'article en donnant les références utiles à sa vérifiabilité et en les liant à la section « Notes et références ».
Lioudmila Mikhaïlovna Pavlitchenko (en russe : Людмила Михайловна Павличенко) ou Lioudmyla Mykhaïlivna Pavlitchenko (en ukrainien : Людмила Михайлівна Павліченко), née le 12 juillet 1916 et morte le 10 octobre 1974, est une tireuse d'élite soviétique de la Seconde Guerre mondiale. 
Créditée de 309 ennemis tués, elle est distinguée par le titre de Héros de l'Union soviétique.

## Biographie
Elle est née à Bila Tserkva (Empire russe) de parents russes originaires de Saint-Petersburg, le 12 juillet 1916. Lioudmila Pavlitchenko s'installe à Kiev avec sa famille à l'âge de 14 ans. Elle s'inscrit dans un club de tir et devient une tireuse d’élite, tout en travaillant comme ouvrière à l'Usine d'Arsenal de Kiev.
En juin 1941, alors qu'elle étudie l'histoire à l'Université de Kiev, l’Allemagne nazie commence à envahir le territoire soviétique. Elle est parmi les premiers volontaires à se présenter au bureau de recrutement et demande à combattre dans l'infanterie. Elle est affectée à la 25e Division d’infanterie de l’Armée rouge.

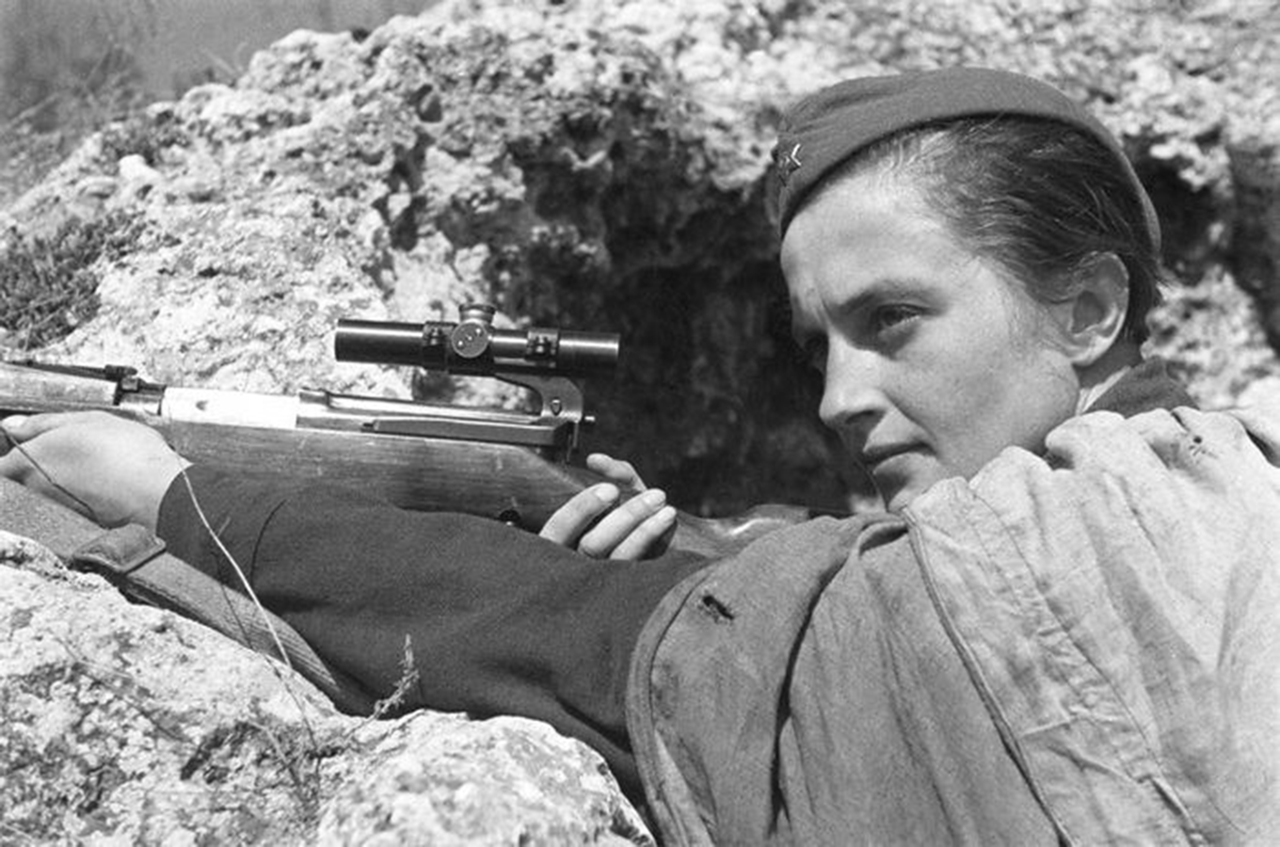
Pavlitchenko dans une tranchée
Photo Israel Ozersky.

Elle y devient l'une des 2 000 femmes tireuses d'élite de l'Armée rouge — dont 500 seulement sont encore en vie à la fin de la guerre. Elle tue ses deux premiers ennemis près de Beliaïevka, avec un fusil Mosin-Nagant à répétition manuelle, équipé d’une lunette P.E. 4.
Pavlitchenko combat pendant deux mois et demi près d’Odessa, où elle tue 187 ennemis. Lorsque les Allemands prennent le contrôle d’Odessa, son unité est envoyée à Sébastopol, dans la péninsule de Crimée. En mai 1942, le lieutenant Pavlitchenko est citée au Conseil de l'Armée du Sud pour avoir tué 257 soldats allemands. Son pointage total confirmé pendant la Seconde Guerre mondiale est de 309, y compris 36 tireurs d’élite ennemis. En juin 1942, Pavlitchenko est blessée par un tir de mortier. En raison de sa célébrité croissante, elle est retirée du front moins d’un mois après son rétablissement.

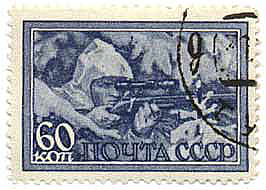
Timbre-poste de 1943 à son effigie.

En septembre 1942, elle est envoyée au Canada et aux États-Unis et est reçue à la Maison-Blanche par le président Franklin Delano Roosevelt, devenant la première citoyenne soviétique à être reçue par un président des États-Unis. Lioudmila Pavlitchenko est invitée par Eleanor Roosevelt à effectuer une tournée à travers les États-Unis pour raconter ses expériences. Elle se présente devant l'International Student Assembly réunie à Washington, prenant part à des rassemblements de la confédération syndicale CIO et fait des discours à New York. Les États-Unis lui font cadeau d'un pistolet automatique Colt. Au Canada, elle reçoit un fusil Winchester à lunette, qui est actuellement exposé au Musée central des Forces armées à Moscou. Alors qu’elle est au Canada avec Vladimir Pchelintsev, un autre tireur d'élite, et Nikolaï Krassavtchenko, chef de l'Organisation de la Jeunesse de Moscou, des milliers de personnes les saluent à la gare Union de Toronto. Elle se rend ensuite en Grande-Bretagne.
Ayant atteint le grade de major, Pavlitchenko n'est pas renvoyée au combat et se consacre à la formation des tireurs d'élite soviétiques jusqu’à la fin de la guerre. En 1943, elle reçoit la médaille d'or de Héros de l'Union soviétique et est honorée par un timbre-poste soviétique à son effigie.
Après la guerre, elle achève ses études à l'Université de Kiev et commence une carrière d'historienne. De 1945 à 1953, elle travaille comme chercheuse assistante au quartier général de la Marine soviétique. Elle s'occupe ensuite activement du Comité soviétique des vétérans de guerre.

### Décès

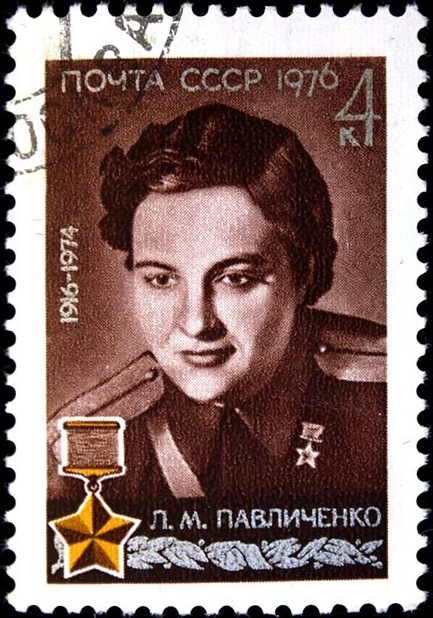
Timbre-poste de 1976 à son effigie.

Lioudmila Pavlitchenko meurt le 10 octobre 1974 à Moscou d'un AVC, à l'âge de 58 ans. Elle est enterrée au cimetière de Novodevitchi.
En 1976, un second timbre-poste est émis en son honneur en URSS et un cargo ukrainien reçoit son nom.

### Filmographie
- Le film Résistance (2015), réalisé par Sergueï Mokritskiy, lui est consacré.